# Dendropanax portlandianus
Dendropanax portlandianus là một loài thực vật có hoa trong Họ Cuồng cuồng. Loài này được Proctor mô tả khoa học đầu tiên năm 1967.